# Lafoensia speciosa
Lafoensia speciosa là một loài thực vật có hoa trong họ Lythraceae. Loài này được (Kunth) DC. mô tả khoa học đầu tiên năm 1826.